# アジア動向年報
アジア動向年報（あじあどうこうねんぽう）は、アジア経済研究所が発行しているアジア各国の政治経済情勢を一年毎にまとめた年鑑。扱う対象は、ロシア極東を含む東アジア、東南アジア、南アジア各国のほとんどを含む。主権国家のほか、かつてイギリスの植民地であり、現在は中国の主権に属している香港特別行政区も含まれる。また、台湾も国家としての正式名称である中華民国を用いていないが、実質的に他国と同様に扱っている。一時期、中東諸国も対象とし、アジア中東動向年報の名称で発行された時期もある。また、幕張地区への移転前は、発行元がアジア経済研究所本体ではなく、その外郭団体たるアジア経済出版会であった。
国別の内容は、地図、日誌、政府組織図、要人・閣僚名簿、経済統計などを含む。本文は主に、政治、経済、対外関係を扱う項から構成され、ほぼ10,000字以上に渡る詳細な分析である。新聞社・通信社のほか、大学においても、その国の専門家が少ない国まで網羅しており、決まった体裁やデータを35年以上に渡って収集している。各国別の内容のほかに、アジア全体に関わる重要なトピックに関する分析も掲載される。
海外ではCIAのワールド・ファクトブックなど類似する資料も存在するが、データや大まかな分類の基づく図表ばかりであり、各国情勢の分析まで行っていない。アジアのみとはいえ、同年報のように網羅的に統計資料、日誌、分析論文を揃えた資料は、国内外を問わず皆無である。
読者対象は、学生や一般社会人の初学者のほか、企業や官公庁における国際業務の担当者、海外情勢や社会科学の専門家だが特定の国について詳しくない者などが基本的な知識や現代史をおさらいするために用いることが多い。また、稀に学術論文などに引用されることもあるが、本年報自体は学術書でなく、また一次資料でもないため、本来は避るべき行為である。
現在、主要な大学図書館において常備されている。またアジア経済研究所の賛助会員となっている企業のほか、中央官庁にも納入されている。しかし、発行部数そのものは1,000部強であり、必ずしも多くない。書店でも販売はされているが、価格が6,000円以上と高いため、大型書店の一部や中国・アジアの専門書店、オンライン書店などでしか在庫されていない。しかし、全ページを電子化したものが、アジア動向データベースとしてWebサイトで公開されている。ただし、書籍版の販売を阻害しないよう、最新5年間の内容は無償公開されない。
執筆者は、発行元であるアジア経済研究所に所属する研究員のほか、外部の大学教授などの専門家である。ただし、一国の政治と経済全てを一人の執筆者で担当していることも多い。その場合は、いずれか一方の内容について、専門研究者としての見識を求めるのは難しいかもしれない。このような執筆体制がとられている理由は2つある。
1つはアジア経済研究所が考える地域研究の理念と関係がある。主な研究対象が途上国であり、先進国ほど経済や行政が高度化しておらず、むしろ学際的なアプローチによる理解が必要だという観念が存在する。そのため、一人の研究者が政治と経済の両方に通じていることは当然とみなされる傾向がある。しかし、東アジアの大半や一部の東南アジアでは経済発展に伴い、先進国並みに制度が整備されたり、政治参加の拡大やマスコミの自由化が実現することで情報量が劇的に増加している。こうした情報を分析するには、先進国を対象とするのと同様な精密さが必要とされつつある。そのため、本年報を読む場合、執筆者が政治もしくは経済のいずれの専門家であるのか意識して読む必要もあろう。
もう1つの理由は、人手不足である。まず、各国の担当者を一人ずつ揃えるだけでも容易ではない。アジア経済研究所の定員は年々減少しており、その多くを事務部門の効率化で対応してきたが、研究者の定員も減少している。また、現状でも内部に専門の研究者がいないため、一部の国について大学教授などに執筆を依頼することが常態化している。さらに編集部門も人数不足であり、一部は研究者も編集作業を補佐している。そのため、1つの国に複数の執筆者がいると原稿管理が煩雑になり、事務的には必ずしも好ましい状況とは言えなくなる。しかし、独立行政法人の効率化や人件費削減が政府全体で取組まれている現状において、こうした人手不足の問題が解決される見通しは立ちにくいように思われる。

## 類似資料
- ザ・ワールド・ファクトブック
- 中国年鑑：中国研究所が編集、創土社が発行。
- 中国動向：共同通信社が編集、発行。